# A Thief in Paradise
A Thief in Paradise (A Pérola Vermelha (título em Portugal)  é um filme mudo norte-americano de 1925, do gênero drama, produzido por Samuel Goldwyn, dirigido por George Fitzmaurice e adaptado por Frances Marion do romance The Worldlings (1900), de Leonard Merrick. É considerado um filme perdido.